# Dysaphis caucasica
Dysaphis caucasica är en insektsart. Dysaphis caucasica ingår i släktet Dysaphis och familjen långrörsbladlöss. Inga underarter finns listade i Catalogue of Life.